# لينكولن (غنم)

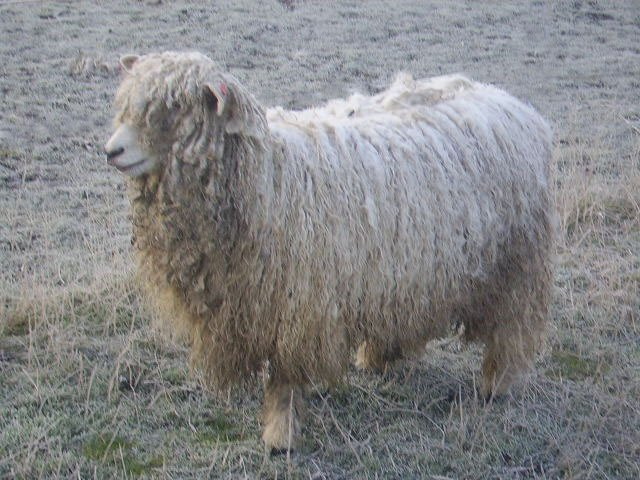
خروف لينكولن يظهر بأصوافه الثقيلة

لينكولن (بالإنجليزية: Lincoln)‏ هي سلالة غنم إنجليزية تم تغييرها بشكل كبير بواسطة التصالبات الاٍنتقائية في نهاية القرن الثامن عشر.
اللينكولن هو أكبر خروف اٍنجليزي، تم تطوير هذه السلالة أساسا من أجل أصوافها الثقيلة الأطول والأكثر شهرة في العالم. تم تصدير أعداد كبيرة من هذه السلالة اٍلى الكثير من البلدان بغرض تطوير طول ونوعية الصوف في السلالات الأخرى.
أصوافها ذات الجودة العالية مطلوبة بشكل كبير في صناعة الغزل والنسيج والعديد من المهن الأخرى.